# Louis II Phélypeaux de La Vrillière
Pour les articles homonymes, voir Louis II, Louis Phélypeaux et Famille Phélypeaux.
Louis Phélypeaux, marquis de La Vrillière, est un homme d'État français né le 14 avril 1672 et mort le 7 septembre 1725.

## Biographie
Il succéda à son père, Balthazar Phélypeaux de Châteauneuf, comme secrétaire d'État de la Religion prétendue réformée (RPR) en 1700.
Lorsque le Régent contraignit Jérôme Phélypeaux à démissionner de ses fonctions de secrétaire d'État à la Maison du Roi au profit de son fils Jean Frédéric, alors âgé de quatorze ans, Louis Phélypeaux exerça effectivement cette charge du 7 novembre 1715 à 1718. Il y prépara Jean Frédéric et lui fit épouser une de ses filles.
Il épouse en 1700 Françoise de Mailly-Nesle (1688-1742 ; fille d'Anne-Marie de Sainte-Hermine — petite-cousine de Mme de Maintenon — et de Louis de Mailly-Rubempré, lui-même fils benjamin de Louis-Charles Ier de Mailly prince titulaire d'Orange et de Jeanne la Bécasse de Monchy dame de Nesle et descendante des princes d'Orange). Ils eurent pour enfants :
- Anne-Marie Phélypeaux (1702-1716) ;
- Marie-Jeanne Phélypeaux (1704-1793), mariée en 1718 avec son cousin Jean Frédéric Phélypeaux, comte de Maurepas ;
- Louis Phélypeaux (1705-1777), comte de Saint-Florentin, marquis (1725) puis duc (1770) de La Vrillière ;
- Louise-Françoise Phélypeaux (1707-1737) mariée en 1722 avec Louis de Bréhan de Plélo (1699-1734), d'où Louise Félicité de Brehan, femme d'Emmanuel-Armand de Vignerot du Plessis-Richelieu duc d'Aiguillon et comte de Saint-Florentin.

## Jugement des contemporains
Voici ce qu'en dit Saint-Simon dans ses Mémoires, année 1700 :

« Châteauneuf, secrétaire d'État, fort affligé du refus de sa survivance, et fort tombé de santé, s'en alla prendre les eaux de Bourbon, et pria le roi de trouver bon que Barbezieux signât pour lui en son absence. Il était naturel que ce fût Pontchartrain, mais ces deux branches ne s'étaient jamais aimées, comme on l'a pu voir plus haut, et j'ai ouï plus d'une fois le chancelier reprocher à La Vrillière le vol de la charge de son père par son bisaïeul, et fort médiocrement en plaisanterie. Châteauneuf était un homme d'une prodigieuse grosseur ainsi que sa femme, fort peu de chose, bon homme et servant bien ses amis. Il avait le talent de rapporter les affaires au conseil de dépêches mieux qu'aucun magistrat, du reste la cinquième roue d'un chariot, parce qu'il n'avait aucun autre département que ses provinces, depuis qu'il n'y avait plus de huguenots. Sa considération était donc fort légère, et sa femme, la meilleure femme du monde, n'était pas pour lui en donner. Peu de gens avaient affaire à lui, et l'herbe croissait chez eux. En passant chez lui à Châteauneuf, en revenant de Bourbon, dont il avait fait un des plus beaux lieux de France, il y mourut presque subitement.
Il en vint un courrier à son fils pour le lui apprendre, qui arriva à cinq heures du matin. Il ne perdit point le jugement; il envoya éveiller la princesse d'Harcourt et la prier instamment de venir chez lui sur l'heure. La surprise où elle en fut à heure si indue l'y fit courir. La Vrillière lui conta son malheur, lui ouvrit sa bourse à une condition c'est qu'elle irait sur-le-champ au lever de Mme de Maintenon lui proposer son mariage pour rien avec Mlle de Mailly, moyennant la charge de son père, et d'écrire au roi avant d'aller à Saint-Cyr, pour lui faire rendre sa lettre au moment de son réveil. La princesse d'Harcourt, dont le métier était de faire des affaires depuis un écu jusqu'aux plus grosses sommes, se chargea volontiers de celle-là. Elle la fit sur-le-champ et le vint dire à La Vrillière; il la renvoya à la comtesse de Mailly, qui, sans biens et chargée d'une troupe d'enfants, garçons et filles, y avait déjà consenti quand Châteauneuf tenta vainement la survivance. En même temps La Vrillière s'en va chez le chancelier, l'avertit de ce qu'il venait de faire avec la princesse d'Harcourt, et l'envoie chez le roi pour lui demander la charge en cadence de Mme de Maintenon. Le chancelier fit demander à parler au roi avant que personne fût entré. Le roi venait de lire la lettre de Mme de Maintenon, et accorda sur-le-champ la charge, à condition du mariage, et l'un et l'autre fût déclaré au lever du roi.
La Vrillière était extrêmement petit, assez bien pris dans sa petite taille. Son père, pour le former, l'avait toujours fait travailler sous lui, et il en était venu à y tout faire. Tous ces La Vrillière, depuis le bonhomme La Vrillière, grand-père de celui-ci, avaient toujours été extrêmement des amis de mon père. Blaye par la Guyenne était de leur département. Cette amitié s'était continuée avec moi. Je tirai d'eux plusieurs services importants pour mon gouvernement; je fus ravi que la charge fût demeurée à La Vrillière. Il eût été bien à plaindre sans cela: d'épée ni de robe, il n'avait pris aucun de ces deux chemins: à la cour, sans charge quelle figure y eût-il pu faire? C'était un homme sans état et sans consistance. »